# Verbascum hookerianum
Verbascum hookerianum är en flenörtsväxtart som beskrevs av John Ball. Verbascum hookerianum ingår i släktet kungsljus, och familjen flenörtsväxter. Inga underarter finns listade i Catalogue of Life.